# Катариненберг
Катариненберг (нем. Katharinenberg) — община в Германии, в земле Тюрингия. 
Входит в состав района Унструт-Хайних.  Население составляет 3080 человек (на 31 декабря 2006 года). Занимает площадь 34,78 км².
Община подразделяется на 5 сельских округов.